# 天池清次
天池 清次（あまいけ せいじ、1914年3月31日 - 2012年10月4日）は東京市（現東京都）出身の労働運動家。位階は従三位。
戦前の総同盟にも参加しており、戦後は総同盟の再建、全労会議、同盟（全日本労働総同盟）の結成に参画し、同盟の会長にも就任した。

## 経歴
東京市で父・由次郎、母・きまの3男として生まれる。直喜鉄工所入社、選挙運動に参加。1928年、総同盟神奈川鉄工組合第一支部に加入、神奈川労働学校に入校し学ぶ。
1929年、総同盟神奈川県連合会執行委員に就任。
1932年、日本鋼管鶴見製鉄所入社。賃金要求運動、選挙活動に従事。
1945年、総同盟神奈川県連合会副主事に就任。
1946年、総同盟神奈川県連合会主事に就任。
1959年、総主事に選出。総同盟と全国労働組合同盟との統合。
1962年、同盟会議を結成し書記長に就任。
1964年、全日本労働総同盟を発足させて書記長。1968年、副会長、1972年、会長を歴任、1980年、退任し顧問。
1967年に全金同盟（現・JAM）組合長に就任。1972年会長。
2012年10月4日、心不全のために死去。98歳没。没日付で従三位。

## 人物
一生を通じての労働運動であり、先見性と現実性を踏まえて、悪戦苦闘して生きてきた労働運動家である。

## 著書
- 労働運動の証言―天池清次 (オーラルヒストリーシリーズ)   (日本語) 単行本 – 2007/12/1 978-4921145170

## 著書・参考文献
- 『労働運動の証言』 2002年刊行。